# 상사매매
상사매매란 당사자 쌍방에 대해 상행위가 되는 매매로 상법상 특칙을 두고 있다. 이것은 주로 매도인의 이익을 보호하고자 거래의 확실한 체결(締結) 및 신속한 결제를 위하여 규정한 것이다. 상법상의 상사매매에 관한 규정은 임의규정(任意規定)으로 당사자의 특약(特約)·상관습법(商慣習法)·일반 거래약관(一般去來約款)에 따라 규율되는 경우가 많다. 이러한 관행은 거래소에 있어서의 대량거래나 C. I. F·F. O. B. 약관 등에 의한 해상물물매매 등에 있어서 현저히 나타난다. 매매는 기업활동에 있어서 가장 기본적인 상행위나 상법은 불과 5개조의 규정을 두고 있고 또한 사적 자치(私的自治)의 원칙으로 처리할 수 있는 분야이기 때문이다. 상사매매에 관한 상법규정은 매도인의 공탁권(供託權)·경매권(競賣權)(67조), 매수인의 검사(檢査)·통지의무(通知義務)(69조), 매수인의 보관·공탁·경매의 의무(70조), 확정기매매(確定期賣買)의 해제의제(解除擬制)(68조)에 관한 특칙(特則)을 두고 있다.
제69조에 규정한 목적물의 검사와 하자 통지의무는 일본 상법 제526조와 매우 유사하다.

## 판례
- 당사자의 일방이 상대방의 주문에 따라 자기소유의 재료를 사용하여 만든 물건을 공급할 것을 약정하고 이에 대하여 상대방이 대가를 지급하기로 약정하는 이른바 제작물공급계약은 그 제작의 측면에서는 도급의 성질이 있고 공급의 측면에서는 매매의 성질이 있어 이러한 계약은 대체로 매매와 도급의 성질을 함께 가지고 있는 것으로서 그 적용법률은 계약에 의하여 제작공급하여야 할 물건이 대체물인 경우에는 매매로 보아서 매매에 관한 규정이 적용된다고 할 것이나 물건이 특정의 주문자의 수요를 만족시키기 위한 불대체물인 경우에는 당해 물건의 공급과 함께 그 제작이 계약의 주목적이 되어 도급의 성질을 강하게 띠고 있다 할 것이므로 이 경우에는 매매에 관한 규정이 당연히 적용된다고 할 수 없다[2].